# FDGB-Pokal 1989/90
1989/90 wurde die 39. Auflage des FDGB-Pokals der Männer ausgetragen. Sie war zugleich die letzte Auflage unter diesem Titel. Noch während des laufenden Wettbewerbs wurde eine Umbenennung in „Pokal der Gewerkschaften“ vorgenommen. 1991 wurde um den „NOFV-Pokal“ gespielt. Es waren 65 Mannschaften teilnahmeberechtigt: Die Mannschaften der DDR-Oberliga, der DDR-Liga und die 15 Bezirkspokalsieger jeweils aus der Vorsaison. Die Sieger wurden in einem Spiel ermittelt, ggf. nach Verlängerung bzw. durch ein Elfmeterschießen. Das Endspiel fand am 4. Juni 1990 erstmals im Ost-Berliner Friedrich-Ludwig-Jahn-Sportpark statt. Es setzte sich die SG Dynamo Dresden mit 2:1 gegen den DDR-Ligavertreter PSV Schwerin durch. Die Dresdner schafften damit das Double, da sie zugleich DDR-Meister wurden. Sie standen dabei zum elften Mal in der Vereinsgeschichte im FDGB-Pokal-Finale und gewannen den siebenten Titel. Der unterlegene PSV Schwerin war infolge der Teilnahme der Dresdner am Europacup der Landesmeister für den Europapokal der Pokalsieger qualifiziert.

## Qualifikationsrunde
Das Spiel fand am 30. Juli 1989 statt.
|                  | Ergebnis |                        |
| ---------------- | -------- | ---------------------- |
| BSG Motor Grimma | 0:4      | BSG Lokomotive Stendal |

## 1. Runde
Die Spiele fanden am 26. August 1989 statt.
|                                     | Ergebnis              |                               |
| ----------------------------------- | --------------------- | ----------------------------- |
| TSG Lübbenau *                      | 0:5                   | Berliner FC Dynamo            |
| BSG Motor WAMA Görlitz *            | 0:3                   | FC Karl-Marx-Stadt            |
| BSG Union Mühlhausen *              | 2:2 n. V. (8:9 i. E.) | BSG Wismut Aue                |
| BSG Stahl Walzwerk Hettstedt *      | 0:2                   | FC Carl Zeiss Jena            |
| BSG Wismut Aue II *                 | 0:6                   | SG Dynamo Dresden             |
| BSG Bergmann Borsig Berlin *        | 0:3                   | 1. FC Magdeburg               |
| BSG Chemie Leipzig II *             | 2:1 n. V.             | BSG Stahl Brandenburg         |
| ASG Vorwärts Hagenow *              | 0:1                   | FC Hansa Rostock              |
| BSG Tiefbau Berlin *                | 0:1                   | BSG Motor Stralsund           |
| BSG Aktivist Kali Werra Tiefenort * | 0:3                   | BSG Aktivist Schwarze Pumpe   |
| BSG Chemie Velten *                 | 2:1                   | SG Dessau 89                  |
| BSG Chemie PCK Schwedt *            | 1:2                   | BSG Schiffahrt/Hafen Rostock  |
| BSG Elektronik Gera *               | 1:2                   | BSG Robotron Sömmerda         |
| TSG Bau Rostock *                   | 2:0                   | BSG KKW Greifswald            |
| BSG Motor Wernigerode *             | 2:1                   | BSG Post Neubrandenburg       |
| TSG Meißen                          | 0:3                   | Hallescher FC Chemie          |
| BSG Lokomotive Stendal              | 0:1                   | FC Rot-Weiß Erfurt            |
| TSG Markkleeberg                    | 0:1                   | BSG Stahl Eisenhüttenstadt    |
| BSG Motor Ludwigsfelde              | 0:2                   | 1. FC Lokomotive Leipzig      |
| FC Vorwärts Frankfurt (Oder)        | 3:1                   | BSG Fortschritt Bischofswerda |
| BSG Wismut Gera                     | 4:0                   | FC Energie Cottbus            |
| BSG Motor Babelsberg                | 0:2                   | SG Dynamo Schwerin            |
| BSG Aktivist Brieske-Senftenberg    | 4:2                   | BSG Motor Weimar              |
| BSG Aktivist Borna                  | 6:2 n. V.             | BSG Motor Suhl                |
| BSG Motor Nordhausen                | 2:0 n. V.             | BSG Sachsenring Zwickau       |
| BSG Chemie Böhlen                   | 2:1                   | BSG Motor Schönebeck          |
| BSG Lokomotive/Armaturen Prenzlau * | 1:2                   | BSG Chemie Leipzig            |
| BSG Stahl Hennigsdorf               | 1:2                   | SG Dynamo Eisleben            |
| SG Dynamo Fürstenwalde              | 2:3 n. V.             | BSG Stahl Thale               |
| BSG Chemie Buna Schkopau            | 1:1 n. V. (5:4 i. E.) | 1. FC Union Berlin            |
| BSG Stahl Riesa                     | 2:1                   | BSG KWO Berlin                |

## 2. Runde
Die Spiele fanden am 30. September 1989 statt.
|                                  | Ergebnis              |                              |
| -------------------------------- | --------------------- | ---------------------------- |
| BSG Chemie Leipzig II *          | 0:9                   | FC Rot-Weiß Erfurt           |
| BSG Chemie Velten *              | 0:2                   | FC Hansa Rostock             |
| TSG Bau Rostock *                | 0:2                   | FC Vorwärts Frankfurt (Oder) |
| BSG Motor Wernigerode            | 0:5                   | Berliner FC Dynamo           |
| BSG Aktivist Brieske-Senftenberg | 1:4                   | SG Dynamo Dresden            |
| BSG Robotron Sömmerda            | 3:2 n. V.             | BSG Wismut Aue               |
| BSG Motor Stralsund              | 0:1                   | BSG Stahl Eisenhüttenstadt   |
| BSG Motor Nordhausen             | 1:2                   | 1. FC Magdeburg              |
| SG Dynamo Eisleben               | 2:4 n. V.             | 1. FC Lokomotive Leipzig     |
| SBSG Stahl Thale                 | 0:2 n. V.             | FC Carl Zeiss Jena           |
| BSG Aktivist Borna               | 0:2                   | FC Karl-Marx-Stadt           |
| BSG Wismut Gera                  | 1:3                   | Hallescher FC Chemie         |
| BSG Aktivist Schwarze Pumpe      | 0:0 n. V. (5:4 i. E.) | BSG Chemie Leipzig           |
| BSG Chemie Böhlen                | 0:4                   | BSG Schiffahrt/Hafen Rostock |
| SG Dynamo Schwerin               | 3:1                   | BSG Stahl Riesa              |
| BSG Rotation Berlin              | 0:1                   | BSG Chemie Buna Schkopau     |

## Achtelfinale
Die Spiele fanden am 4. November 1989 statt.
|                             | Ergebnis  |                              |
| --------------------------- | --------- | ---------------------------- |
| Hallescher FC Chemie        | 1:3       | Berliner FC Dynamo           |
| 1. FC Magdeburg             | 2:0 n. V. | FC Rot-Weiß Erfurt           |
| FC Karl-Marx-Stadt          | 4:1       | FC Carl Zeiss Jena           |
| BSG Aktivist Schwarze Pumpe | 0:3       | FC Vorwärts Frankfurt (Oder) |
| SG Dynamo Dresden           | 6:0       | BSG Stahl Eisenhüttenstadt   |
| BSG Robotron Sömmerda       | 0:3       | 1. FC Lokomotive Leipzig     |
| FC Hansa Rostock            | 0:1       | BSG Chemie Buna Schkopau     |
| SG Dynamo Schwerin          | 3:2       | BSG Schiffahrt/Hafen Rostock |

## Viertelfinale
Die Spiele fanden am 8. / 9. Dezember 1989 statt.
|                              | Ergebnis  |                          |
| ---------------------------- | --------- | ------------------------ |
| FC Vorwärts Frankfurt (Oder) | 2:0 n. V. | Berliner FC Dynamo       |
| SG Dynamo Dresden            | 4:0       | FC Karl-Marx-Stadt       |
| 1. FC Lokomotive Leipzig     | 1:0       | BSG Chemie Buna Schkopau |
| SG Dynamo Schwerin           | 3:1       | 1. FC Magdeburg          |

## Halbfinale
Die Spiele fanden am 14. April 1990 statt.
|                    | Ergebnis |                              |
| ------------------ | -------- | ---------------------------- |
| SG Dynamo Dresden  | 3:0      | FC Vorwärts Frankfurt (Oder) |
| SG Dynamo Schwerin | 1:0      | 1. FC Lokomotive Leipzig     |

## Finale

### Statistik
| Paarung           | SG Dynamo Dresden – PSV Schwerin |
| Ergebnis          | 2:1 (1:1) |
| Datum             | 2. Juni 1990 |
| Stadion           | Friedrich-Ludwig-Jahn-Sportpark, Ost-Berlin |
| Zuschauer         | 5.750 |
| Schiedsrichter    | Karl-Heinz Gläser (Breitungen) |
| Tore              | 0:1 Kort (5.) 1:1 Stübner (17.) 2:1 Kirsten (85.) |
| SG Dynamo Dresden | Frank Schulze – Frank Lieberam – Detlef Schößler, Andreas Wagenhaus, Steffen Büttner, Matthias Döschner (74. Sven Ratke) – Jörg Stübner, Matthias Sammer, Hans-Uwe Pilz – Ulf Kirsten, Torsten Gütschow (88. Ralf Minge) Cheftrainer: Reinhard Häfner    |
| PSV Schwerin      | Andreas Reinke – Gerbert Eggert – Frank Beutling, Peter Herzberg – Ulrich Ruppach, Mario Drews, Frank Prange, Matthias Stammann, André Kort – Dirk Gottschalk (75. Sven Buchsteiner), Steffen Baumgart (66. Steffen Benthin) Cheftrainer: Manfred Radtke |
| Platzverweise     | Pilz (51.) – keine |

### Spielverlauf
Drei Jahre nachdem mit Hansa Rostock zuletzt ein Zweitliga-Vertreter das Endspiel erreicht hatte, stand mit dem PSV Schwerin erneut eine Mannschaft aus der DDR-Liga im Pokalfinale. Erst einige Wochen zuvor hatten sich die Mecklenburger von der SG Dynamo in den Polizeisportverein umgebildet. Sie waren als 14. der DDR-Liga krasser Außenseiter und hatten mit Frank Prange nur einen Spieler mit Oberligaerfahrung (BFC Dynamo) in ihren Reihen. Mit Andreas Reinke, Matthias Stammann und Steffen Baumgart standen jedoch hoffnungsvolle Talente in der Mannschaft, die später in der Bundesliga Karriere machten. Dresdens Trainer Häfner musste mit Andreas Trautmann und Matthias Maucksch auf zwei etatmäßige Verteidiger verzichten und ging das Risiko ein, den unerfahrenen 20-jährigen Frank Schulze als Torwart aufzubieten. 

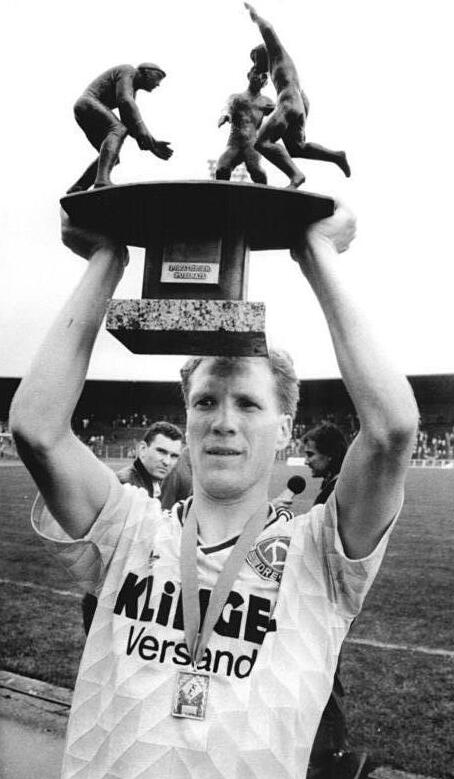
Matthias Sammer, Spielführer der Dresdner, mit dem Pokal bei der Siegerehrung.

Der PSV ging die Partie gegen den frisch gekürten Meister ohne Hemmungen an, da er die Teilnahme am Wettbewerb des Europapokals der Pokalsieger bereits sicher hatte. Bereits nach fünf Minuten sorgte er für einen Paukenschlag, als sein Mittelfeldspieler Stammann im Slalom drei Dresdner umkurvte, seinen Nebenspieler Kort mit einer präzisen Flanke bediente und dieser mit Direktablage die Schweriner in Führung schoss. Anschließend stand Schwerins Torwart Reinke im Mittelpunkt des Geschehens, der mit spektakulären Paraden die wütenden Gegenangriffe der Dresdner entschärfte. Erst nach einer reichlichen Viertelstunde musste er sich geschlagen geben, als er von Stübners gekonntem Direktschuss überwunden wurde. Eine Wende im Spiel brachte das Ausgleichstor jedoch nicht. Dresden agierte zu nervös und hektisch, und auf der anderen Seite stand die von Beutling organisierte Abwehr sicher. Die Dynamo-Stürmer Gütschow und Kirsten waren bestens abgeschirmt.
Sechs Minuten nach der Halbzeitpause ereilte Dresden ein erneuter Schock. Nach einem Faustschlag gegen den Schweriner Stammann wurde Regisseur Pilz nach Hinweis des Linienrichters Weise vom Platz gestellt. Obwohl die Schweriner in Überzahl das Spiel nun weiter offen gestalten konnten, fehlten ihnen die spielerischen Mittel, ihre zahlenmäßige Überlegenheit erfolgreich umzusetzen. Mit seinen Einwechslungen der frischen Stürmer Benthin (66. Minute) und Buchsteiner (75.) versuchte Trainer Radtke, die Offensive noch einmal zu verstärken. Das Siegtor schoss jedoch Dresdens Kirsten, der fünf Minuten vor Schluss eine Doublette mit Sammer erfolgreich abschließen konnte. Es ehrte zwar den PSV Schwerin, dass er danach nicht aufsteckte und bis zum Schlusspfiff noch für viel Aufregung im Dresdner Strafraum sorgte, eine Wende konnte er dem Spiel aber nicht mehr geben.